# LiigaPloki Pihtipudas
Il LiigaPloki Pihtipudas è una società pallavolistica femminile finlandese con sede a Pihtipudas: milita nel campionato finlandese di Lentopallon Mestaruusliiga.

## Rosa 2018-2019
| N° | Nome                   | Ruolo | Data di nascita  | Nazionalità sportiva |
| -- | ---------------------- | ----- | ---------------- | -------------------- |
| 1  | Darian Mack            | O     | 11 gennaio 1996  | Stati Uniti          |
| 2  | Venessa Loukonen       | C     | 9 maggio 1999    | Finlandia            |
| 3  | Elizabeth Field        | C     | 4 dicembre 1990  | Stati Uniti          |
| 4  | Anastasia Boricheva    | C     | 9 dicembre 1997  | Finlandia            |
| 5  | Riikka Sainila         | P     | 5 aprile 1998    | Finlandia            |
| 6  | Emilia Kääntä          | S     | 21 agosto 1999   | Finlandia            |
| 8  | Sini Koljonen          | L     | 3 gennaio 1996   | Finlandia            |
| 9  | Miranda Dawe           | S     | 23 maggio 1995   | Canada               |
| 10 | Suzanne Horner         | P     | 9 dicembre 1994  | Stati Uniti          |
| 11 | Jeane Horton           | S     | 11 novembre 1991 | Stati Uniti          |
| 12 | Riikkaliisa Kärkkäinen | S     | 3 settembre 1991 | Finlandia            |
| 13 | Hilla Nousiainen       | L     | 1º dicembre 2001 | Finlandia            |
| 15 | Alex Donaghy           | O     | ? 1995           | Canada               |

## Palmarès
- Coppa di Finlandia: 1

2019

## Denominazioni precedenti
- 1995-2007: Pihtiputaan Ploki
- 2007-2013: PislaPloki